# Tillandsia nuyooensis
Tillandsia nuyooensis là một loài thuộc chi Tillandsia. Đây là loài đặc hữu của México.